# 芒特利納 (馬里蘭州)
芒特利納（英語：Mount Lena）是位於美國馬里蘭州華盛頓縣的一個普查規定居民點。

## 人口
根據2020年美國人口普查的數據，芒特利納的面積為3.25平方千米，當中陸地面積為3.25平方千米，而水域面積為0.00平方千米。當地共有人口547人，而人口密度為每平方千米168.31人。